# 995 (numero)
Novecentonovantacinque (995) è il numero naturale dopo il 994 e prima del 996.

## Proprietà matematiche
- È un numero dispari.
- È un numero composto da 4 divisori: 1, 5, 199, 995. Poiché la somma dei suoi divisori (escluso il numero stesso) è 205 < 995, è un numero difettivo.
- È un numero semiprimo.
- È un numero palindromo e un numero ondulante nel sistema numerico esadecimale.
- È un numero a cifra ripetuta e palindromo nel sistema di numerazione posizionale a base 31 (11).
- È parte delle terne pitagoriche (597, 796, 995), (995, 2388, 2587), (995, 19788, 19813), (995, 99000, 99005), (995, 495012, 495013).
- È un numero 101-gonale.
- È un numero colombiano nel sistema numerico decimale.
- È un numero congruente.
- È un numero nontotiente (come tutti i dispari, ad eccezione del numero 1).
- È un numero odioso.
- È un numero intero privo di quadrati.

## Astronomia
- 995 Sternberga è un asteroide della fascia principale del sistema solare.
- NGC 995 è una galassia lenticolare nella costellazione di Andromeda.
- IC 995 è una galassia nella costellazione dell'Orsa Maggiore.

## Astronautica
- Cosmos 995 è un satellite artificiale russo.

## Altri ambiti
- Nikon Coolpix 995 è un modello di fotocamera digitale.
- Bundesautobahn 995 è una autostrada federale in Baviera, Germania.
- Pennsylvania Route 995 è una autostrada in Pennsylvania, Stati Uniti d'America.
- Hokkaido Prefectural Road Route 995 è una strada nel distretto di Abashiri, Giappone.